# Johann Vogel
Johann Louis François Vogel (* 8. března 1977, Ženeva, Švýcarsko) je bývalý švýcarský fotbalista, který hrál na postu záložníka. Působil mnoho let v PSV Eindhoven.

## Přestupy
- - z PSV Eindhoven do AC Milan zadarmo
  - z AC Milan do Betis Sevilla za 4 500 000 eur

## Statistika
| Klub             | Sezóna  | Liga   | Liga | Pohár  | Pohár | LM či EL | LM či EL | celkem | celkem |
| Klub             | Sezóna  | zápasy | Goly | zápasy | Goly  | zápasy   | Goly     | zápasy | Goly   |
| ---------------- | ------- | ------ | ---- | ------ | ----- | -------- | -------- | ------ | ------ |
| Grasshoppers     | 1992/93 | 3      | 0    | ?      | ?     | ?        | ?        | ?      | ?      |
| Grasshoppers     | 1993/94 | 4      | 0    | ?      | ?     | ?        | ?        | ?      | ?      |
| Grasshoppers     | 1994/95 | 23     | 0    | ?      | ?     | ?        | ?        | ?      | ?      |
| Grasshoppers     | 1995/96 | 24     | 0    | ?      | ?     | ?        | ?        | ?      | ?      |
| Grasshoppers     | 1996/97 | 28     | 3    | ?      | ?     | ?        | ?        | ?      | ?      |
| Grasshoppers     | 1997/98 | 24     | 5    | ?      | ?     | 1        | 0        | ?      | ?      |
| Grasshoppers     | 1998/99 | 27     | 5    | ?      | ?     | ?        | ?        | ?      | ?      |
| PSV Eindhoven    | 1999/00 | 31     | 2    | ?      | ?     | 4        | 0        | ?      | ?      |
| PSV Eindhoven    | 2000/01 | 30     | 1    | 1      | 0     | 10       | 0        | 41     | 1      |
| PSV Eindhoven    | 2001/02 | 25     | 1    | ?      | ?     | 8        | 0        | ?      | ?      |
| PSV Eindhoven    | 2002/03 | 32     | 1    | ?      | ?     | 6        | 0        | ?      | ?      |
| PSV Eindhoven    | 2003/04 | 24     | 1    | ?      | ?     | 7        | 0        | ?      | ?      |
| PSV Eindhoven    | 2004/05 | 27     | 1    | ?      | ?     | 13       | 0        | ?      | ?      |
| AC Milan         | 2005/06 | 14     | 0    | 3      | 0     | 5        | 0        | 22     | 0      |
| Betis Sevilla    | 2006/07 | 17     | 0    | 1      | 0     | 0        | 0        | 18     | 0      |
| Betis Sevilla    | 2007    | 0      | 0    | 0      | 0     | 0        | 0        | 0      | 0      |
| Blackburn Rovers | 2007/08 | 6      | 0    | ?      | ?     | ?        | ?        | ?      | ?      |
| Blackburn Rovers | 2008/09 | 1      | 0    | ?      | ?     | ?        | ?        | ?      | ?      |
| Grasshoppers     | 2012    | ?      | ?    | ?      | ?     | ?        | ?        | ?      | ?      |
| Celkově          | Celkově | 340    | 20   | ?      | ?     | 54       | 0        | ?      | ?      |

## Úspěchy

### Klubové
- - 3× vítěz švýcarské ligy (1994/95, 1995/96, 1997/98)
  - 4× vítěz nizozemské ligy (1999/00, 2000/01, 2002/03, 2004/05)
  - 1× vítěz švýcarského poháru (1994)
  - 1× vítěz nizozemského poháru (2005)
  - 3× vítěz nizozemského superpoháru (2000, 2001, 2003)

### Reprezentace
- - 1× na MS (2006)
  - 2× na ME (1996,2004)

### Individuální
- - 1× nejlepší hráč ligy (2001)